# L'Empereur Qianlong en armure cérémonielle et à cheval
L'Empereur Qianlong en armure cérémonielle et à cheval est un portrait équestre de l'empereur chinois Qianlong, réalisé à l'encre et couleurs sur soie par le missionnaire jésuite milanais Giuseppe Castiglione (Lang Shinin en pinyin) durant son séjour à la cour, en 1739 ou 1758. Il est conservé au Musée national du Palais à Taïwan.

## Contexte
Il existe un conflit concernant la date de réalisation de cette peinture. Selon le site officiel du musée national du Palais, la peinture a été réalisée en 1739, et montre l'empereur Qianlong durant la quatrième année de son règne, à 29 ans. D'autres sources estiment que cette œuvre a été peinte en 1758, alors que l'empereur Qianlong était âgé de 47 ans.
Quoi qu'il en soit, l'époque de sa réalisation correspond à un âge d'or pour la Chine. Cette œuvre met en scène la revue des troupes de l'armée Qing par l'empereur Qianlong, suivant la tradition mandchoue, avec un accent mis sur leur talent à l'archerie montée. L'Empereur Qianlong passait en revue ses huit bannières tous les trois ans.

La tenue d’apparat portée par l’empereur est conservée au musée de l’Armée à Paris ; elle se comporte d’un ensemble de tuniques et d’un casque, richement ornés. Le vêtement est majoritairement jaune, couleur réservée à la famille impériale, et est brodé de dragons à cinq griffes, emblème du pouvoir impérial.

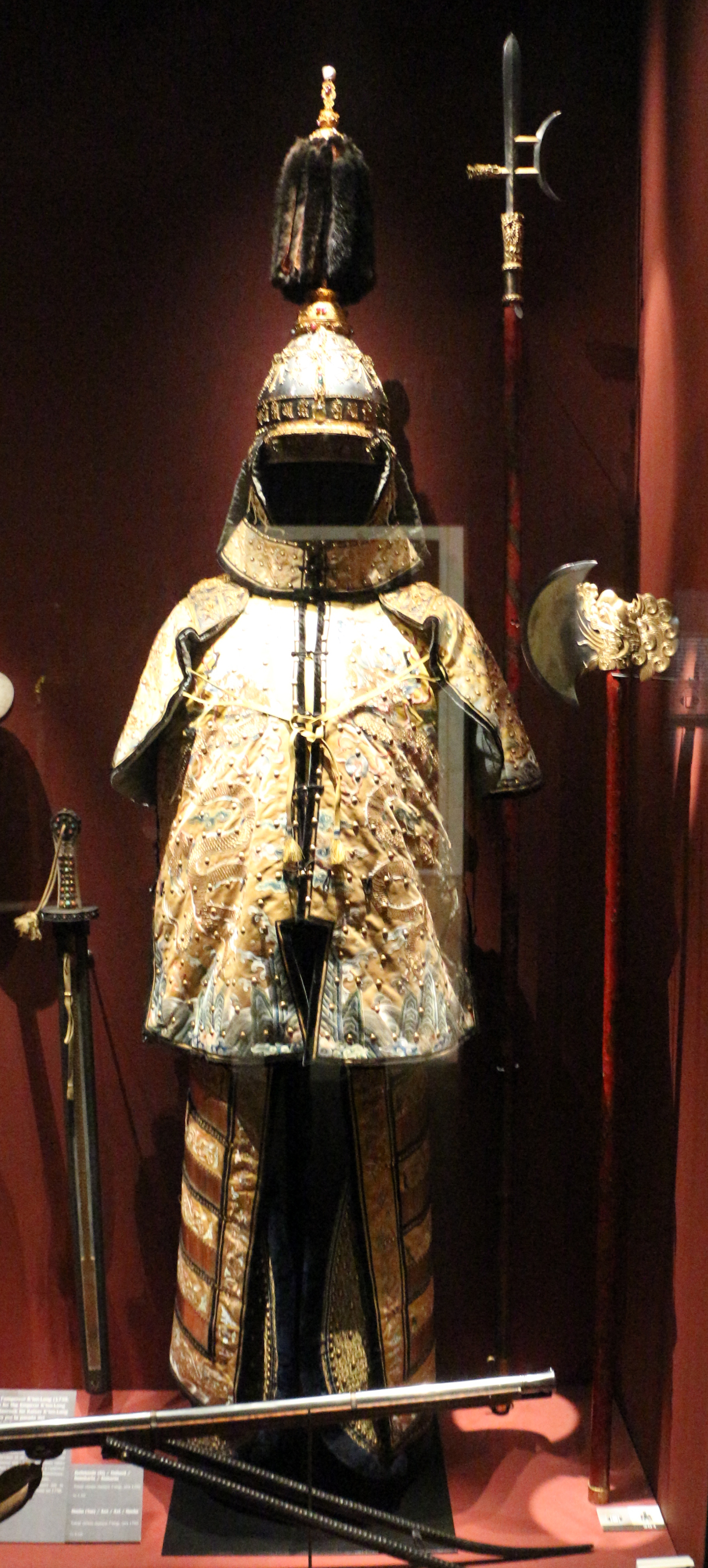
Vue en pied de l’uniforme de Qianlong.
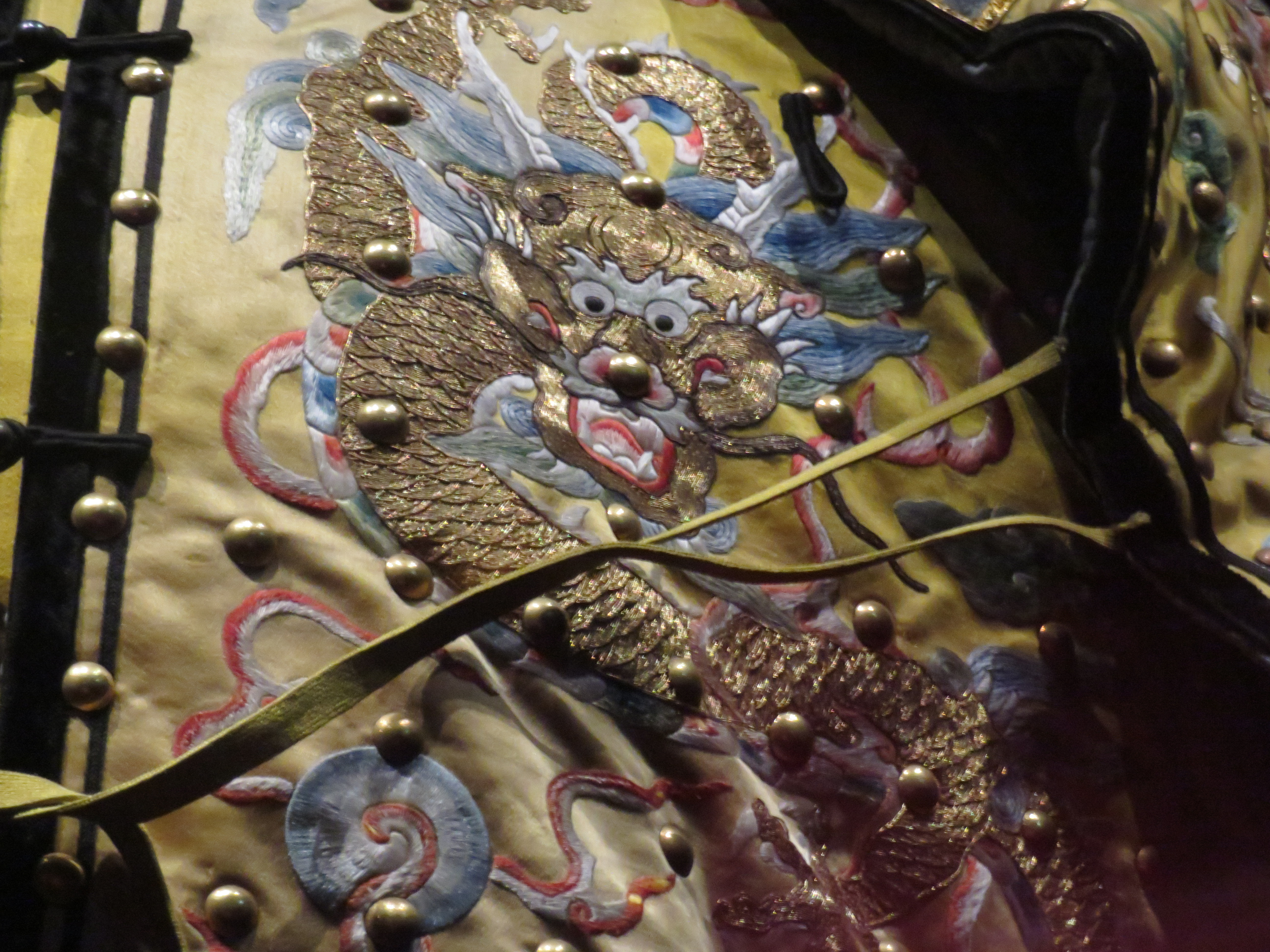
Détail d’un dragon impérial
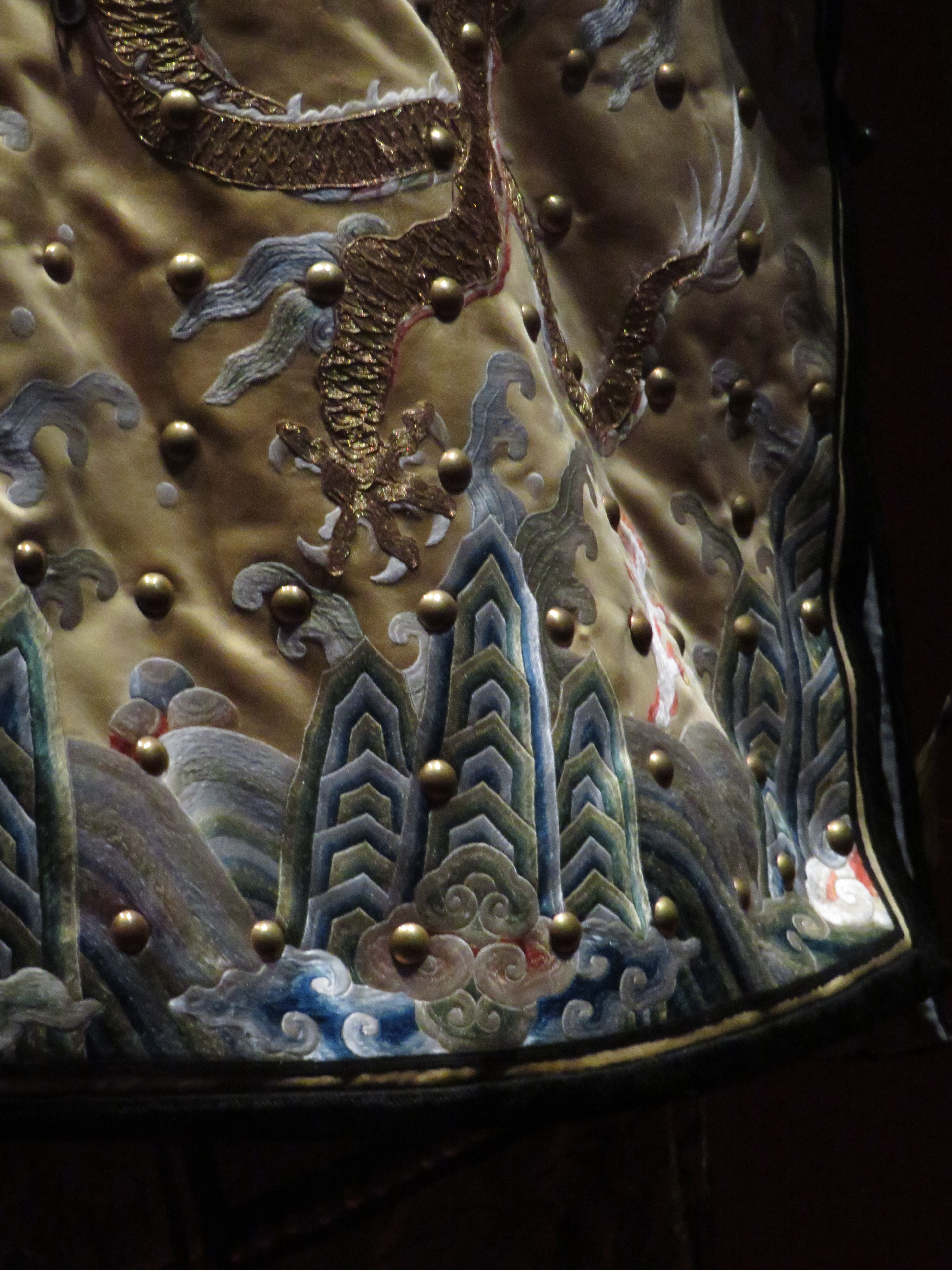
Détail de la patte à cinq griffes du dragon impérial

## Description
Bien que l'œuvre ne soit pas signée, son style et les mouvements de pinceau permettent de l'attribuer avec certitude à Giuseppe Castiglione.
Il s'agit d'un portrait équestre de l'empereur Qianlong en armure, alors qu'il inspecte les troupes des armées Qing à cheval. Si les matériaux utilisés pour cette peinture (soie, brosse et pigments) relèvent de la peinture chinoise traditionnelle, un certain nombre d'éléments de l'ensemble, dont l'apparence du cheval, les nuages et l'arrière-plan avec son traitement de la lumière et ses jeux d'ombre, trahissent la formation d'origine du peintre italien. L'apparence des montagnes en arrière-plan est cependant conforme à la tradition stylistique des peintres de la cour des Qing.

## Parcours de la peinture
Au fil du temps, cette peinture est devenue la représentation la plus emblématique de l'empereur Qianlong.
L'œuvre est conservée au musée national du Palais à Taïwan.